# Lockheed EC-130
A série Lockheed Martin EC-130 compreende várias versões ligeiramente diferentes do Lockheed C-130 Hercules que foram e continuam a ser operados pela Força Aérea dos EUA e, até a década de 1990, pela Marinha dos Estados Unidos.
O Centro de Controle e Comando Aerotransportado de Campo de Batalha EC-130E (ABCCC) foi baseado em uma plataforma C-130E básica e forneceu recursos de posto de comando aéreo táctico para comandantes aéreos e comandantes terrestres em ambientes de baixa ameaça aérea. As aeronaves EC-130E ABCCC foram aposentadas em 2002 e a missão foi 'migrada' para as frotas E-8 Joint STARS e Boeing E-3 Sentry.
O EC-130E Commando Solo era uma versão anterior de uma aeronave de operações psicológicas da Força Aérea dos EUA e da Guarda Nacional Aérea (PSYOP) e esta aeronave também empregava uma fuselagem C-130E, mas foi modificada usando o equipamento eletrônico de missão do aposentado EC- Aeronave 121S Coronet Solo. Esta fuselagem serviu durante a primeira Guerra do Golfo (Operação Tempestade no Deserto), Operação Defender a Democracia, a segunda Guerra do Golfo (Operação Liberdade do Iraque) e na Operação Liberdade Duradoura. O EC-130E acabou sendo substituído pelo EC-130J Commando Solo e aposentado em 2006.
Baseado em uma fuselagem C-130H, o EC-130H Compass Call é uma plataforma de interferência de comunicações no ar operada pelo 55º Grupo de Combate Eletrônico do Comando de Combate Aéreo (ACC) (55 ECG) na Base Aérea de Davis-Monthan , Tucson, Arizona. A aeronave EC-130 Compass Call tenta interromper as comunicações de comando e controle do inimigo e limita a coordenação adversária essencial para o sequenciamento da força inimiga. O sistema Compass Call emprega contra informação ofensiva e recursos de ataque eletrônico em apoio às forças tácticas aéreas, de superfície e de operações especiais dos EUA e da Coalizão. O EC-130H foi usado extensivamente na Guerra do Golfo e na Operação Iraqi Freedom, interrompendo as comunicações iraquianas nos níveis estratégico e táctico. Também foi usado na Operação Enduring Freedom no Afeganistão e na Operação Inherent Resolve contra o Estado Islâmico. 
O EC-130J Commando Solo é um C-130J Hercules modificado usado para conduzir operações psicológicas (PSYOP) e missões de transmissão de assuntos civis nas bandas padrão AM, FM, HF, TV e comunicações militares. As missões são realizadas nas altitudes máximas possíveis para garantir padrões de propagação ideais. O EC-130J voa durante os cenários diurno ou nocturno com igual sucesso e é reabastecido no ar. Uma missão típica consiste em uma órbita de nave única que é deslocada do público-alvo desejado. Os alvos podem ser militares ou civis. O Comando Solo é operado exclusivamente pela Guarda Aérea Nacional, especificamente   o193d Ala de Operações Especiais (193 SOW), uma unidade da Guarda Aérea Nacional da Pensilvânia adquirida operacionalmente pelo Comando de Operações Especiais da Força Aérea (AFSOC). O 193 SOW está baseado na Harrisburg Air National Guard Base (antiga Olmstead AFB) no Aeroporto Internacional de Harrisburg em Middletown , Pensilvânia. 
A aeronave EC-130Q Hercules TCAMO ("Take Charge And Move Out") da Marinha dos EUA era uma plataforma de aviação naval baseada em terra que servia como uma aeronave de ligação de comunicações estratégicas SIOP para o míssil balístico da frota da Marinha dos EUA. (FBM) e como um link de comunicação de backup para o bombardeiro estratégico tripulado da USAF e as forças de mísseis balísticos intercontinentais. Para garantir a capacidade de sobrevivência, o TACAMO operou como uma plataforma solo, bem longe e não interagindo com outras grandes forças navais, como grupos de ataque de porta-aviões baseados no mar e suas asas aéreas ou aeronaves de patrulha marítima terrestre. Operado pelo Esquadrão de Reconhecimento Aéreo da Frota TRÊS (VQ-3) e Esquadrão de Reconhecimento Aéreo da Frota QUATRO (VQ-4), o EC-130Q foi substituído pela atual plataforma TACAMO da Marinha dos EUA, o E-6 Mercury baseado no Boeing 707.

## Design e desenvolvimento

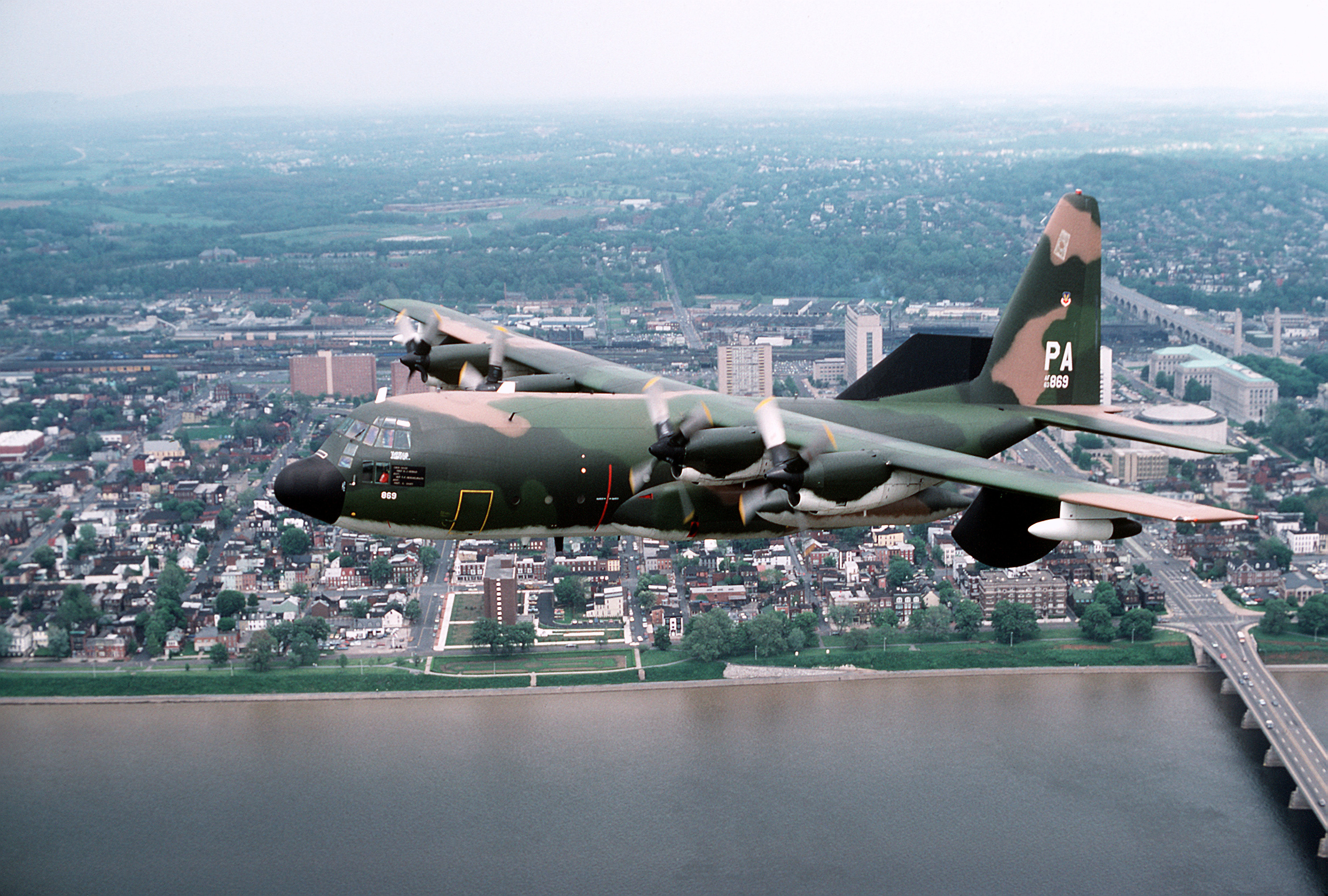
Um Pensilvânia ANG EC-130E em 1980.

O EC-130E Commando Solo entrou em serviço em 1978 como EC-130E Coronet Solo com o Tactical Air Command (TAC). Em 1983, a missão do Coronet Solo foi transferida para o Comando de Transporte Aéreo Militar (MAC) e redesignado como EC-130E Volant Solo. Com a formação do Comando de Operações Especiais da Força Aérea, a missão foi transferida para o AFSOC e redesignado Comando Solo. As operações foram consolidadas sob uma unidade adquirida de um único AFSOC, a 193d Ala de Operações Especiais (193 SOW) da Guarda Aérea Nacional da Pensilvânia. No início da década de 1990, as aeronaves foram atualizadas e designadas Commando Solo II. As variantes EC-130E foram substituídas por novas aeronaves EC-130J Commando Solo III construídas pela Lockheed Martin a partir de 2003.
Modificações altamente especializadas foram feitas na versão mais recente do EC-130J (Comando Solo III). Incluídos nessas modificações estão sistemas de navegação aprimorados, equipamentos de auto-proteção e a capacidade de transmissão de televisão em cores em uma infinidade de padrões mundiais em todas as faixas de TV VHF/UHF.
As missões secundárias incluem contra medidas de comunicações de comando e controle (C3CM) e coleta limitada de inteligência. As três variantes são EC-130 ABCCC, EC-130E Commando Solo e EC-130J Commando Solo. A versão atualmente em serviço é o EC-130J, já que o último EC-130E foi retirado de serviço em 2006.
A USAF planeja começar a substituir as 15 aeronaves EC-130H Compass Call em 2020 por uma fuselagem comercial transplantada com o equipamento eletrônico do Compass Call. O esforço EC-X planeja entregar 10 novas aeronaves até 2029. 

## Histórico operacional
Entrando em serviço com o Comando Aéreo Tático (TAC), o EC-130E Commando Solo foi originalmente modificado usando o equipamento eletrônico de missão do EC-121S Coronet Solo. Logo após o então 193º Grupo de Operações Especiais receber seus EC-130, a unidade participou do resgate de cidadãos norte-americanos na Operação Fúria Urgente, atuando como uma estação de rádio aérea informando essas pessoas em Granada sobre a ação militar dos EUA. Em 1989, o EC-130 Commando Solo foi fundamental para o sucesso das operações psicológicas coordenadas na Operação Just Cause, novamente transmitindo continuamente ao longo das fases iniciais da operação para ajudar a acabar com o Manuel Noriega. Em 1990, o EC-130E juntou-se ao recém-formado Comando de Operações Especiais da Força Aérea (AFSOC) e desde então foi designado Comando Solo, sem mudança na missão.
Mais recentemente, em 1994, o EC-130E Commando Solo foi usado para transmitir mensagens de rádio e televisão para os cidadãos e líderes do Haiti durante a Operação Defender a Democracia. Os EC-130 foram implantados no início da operação, destacando a importância do PSYOP para evitar baixas militares e civis. O presidente Aristide foi destaque nas transmissões que contribuíram significativamente para a transição ordenada do regime militar para a democracia.
A aeronave também foi implantada durante o terremoto de 2010 no Haiti, transmitindo uma gravação de Raymond Joseph (embaixador do Haiti nos Estados Unidos) alertando os moradores para não tentarem fugir para os Estados Unidos por mar. A aeronave também transmitiu anúncios de onde as vítimas do terremoto podem ir em busca de alimentos e ajuda, notícias da Voice of America e instruções sobre procedimentos de higiene para prevenir doenças. 
No segundo dia da Operação Odyssey Dawn, um EC-130J alertou os navios líbios: "Os navios ou embarcações líbias não saem do porto, as forças do regime de Gaddafi estão violando uma resolução das Nações Unidas que ordena o fim das hostilidades em seu país. Se você tentar sair do porto, você será atacado e destruído imediatamente. Para sua própria segurança, não saia do porto."  A mensagem não criptografada em árabe, francês e inglês foi gravada por um operador de rádio amador na Holanda. 
O EC-130 voou em operações contra o Estado Islâmico no Iraque para bloquear suas comunicações. 

## Variantes
EC-130E ABCCC
Variante do Centro de Controle e Comando do Campo de Batalha Aerotransportado. Aposentado em 2002. Operado pelo 7º Esquadrão de Comando e Controle Aerotransportado, posteriormente pelo 42º Esquadrão de Comando e Controle Aerotransportado.

EC-130E Comando Solo
Operou na missão de transmissão aérea de rádio e televisão a partir de 1980. Substituído pela aeronave EC-130J Commando Solo III em 2004.

Montador de rebites EC-130E
Uma versão do Comando Solo.  As modificações incluem: TV a cores de formato mundial VHF e UHF, antena vertical de fio de arrasto, contra medidas infravermelhas [dispensadores de chaff/flare mais bloqueadores infravermelhos], espuma supressora de fogo no tanque de combustível, receptor de alerta de radar, sistema de navegação autônoma. A modificação adicionou um par de pods de equipamentos de 23X6 pés montados em pilões sob as asas, juntamente com antenas X montadas em ambos os lados da aleta vertical.
EC-130G
Quatro C-130G da Marinha dos EUA (USAF C-130E) equipados com transmissores VLF para fornecer comunicações com submarinos de mísseis balísticos. Operacional de dezembro de 1963 a agosto de 1993
Chamada da Bússola EC-130H
Variante de Guerra Eletrônica. Seu sistema interrompe as comunicações de comando e controle do inimigo. Emprega capacidades ofensivas de contrainformação e ataque eletrônico. Usado pelo 55º Grupo de Combate Eletrônico, Base Aérea de Davis-Monthan .
EC-130J Comando Solo III
Um C-130J Hercules modificado usado para conduzir operações psicológicas (PSYOP) e missões de transmissão de assuntos civis nas bandas padrão AM, FM, HF, TV e comunicações militares. Operado pela 193d Ala de Operações Especiais, Guarda Nacional Aérea da Pensilvânia.
EC-130Q
Versão da Marinha dos EUA do C-130H, equipado com transmissores VLF para fornecer comunicações com submarinos de mísseis balísticos. 18 foram construídos. Operacional de dezembro de 1963 a agosto de 1993
EC-130V
Variante aerotransportada de alerta e controle usado pela USCG para missões antidrogas em 1991.  Foi usado pela Marinha dos EUA 1992-1994 e depois pela USAF como NC-130H.

## Especificações (EC-130J)
Características gerais
- Tripulação: 6 + (Piloto, Copiloto, oficial de sistemas de combate, comandante de comunicações de missão; loadmaster, cinco operadores de sistemas de comunicações eletrônicas)
- Comprimento: 97 pés 9 pol (29,79 m)
- Envergadura: 132 pés 7,2 pol (40,416 m)
- Altura: 38 pés 10 pol (11,84 m)
- Área da asa: 1.745 pés quadrados (162,1 m 2)
- Proporção: 10,1
- Aerofólio: raiz: NACA 64A318; dica: NACA 64A412
- Peso máximo de decolagem: 175.000 lb (79.379 kg)
- Peso máximo de pouso (normal): 130.000 lb (58.967 kg)
- Peso máximo de pouso (sobrecarga): 155.000 lb (70.307 kg)
- Capacidade de combustível: 6.750 US gal (5.620 imp gal; 25.600 l) sem espuma supressora; 6.436 galões americanos (5.359 imp gal; 24.360 l) com espuma supressora opcionalmente com 2 tanques sob as asas de 13.790 US gal (11.480 imp gal; 52.200 l) sem espuma supressora; 2x 1.290 galões americanos (1.070 imp gal; 4.900 l) tanques sob as asas com espuma supressora

- Motor: 4 × motores turboélice Rolls-Royce AE 2100D3, (3.424 kW) cada (3.458 kW) a 25 ° C (77 ° F)
- Hélices: Hélices Dowty R391 de 6 lâminas, hélices compostas reversíveis de velocidade constante de 13 pés e 6 pol (4,11 m) de diâmetro

- Velocidade de cruzeiro: 348 kn (400 mph, 644 km/h) máx. a 28.000 pés (8.534 m) 339 kn (390 mph; 628 km/h) econ.

- Velocidade de estol: 100 kn (120 mph, 190 km/h)
- Alcance: 2.300 nmi (2.600 mi, 4.300 km)
- Teto de serviço: 30.560 pés (9.310 m) a 147.000 lb (66.678 kg)
- Teto de serviço um motor inoperante: 22.820 pés (6.956 m)
- Taxa de subida: 2.100 pés/min (11 m/s)
- Tempo para altitude: 20.000 pés (6.096 m) em 14 minutos
- Corrida de decolagem: 3.050 pés (930 m)
- Distância de decolagem para 50 pés (15 m): 4.700 pés (1.433 m)
- Corrida de decolagem (esforço máximo): 1.800 pés (549 m)
- Corrida de pouso: 1.400 pés (427 m) a 130.000 lb (58.967 kg)
- istância de pouso de 50 pés (15 m): 2.550 pés (777 m) a 130.000 lb (58.967 kg)